# Камина (Радибор)

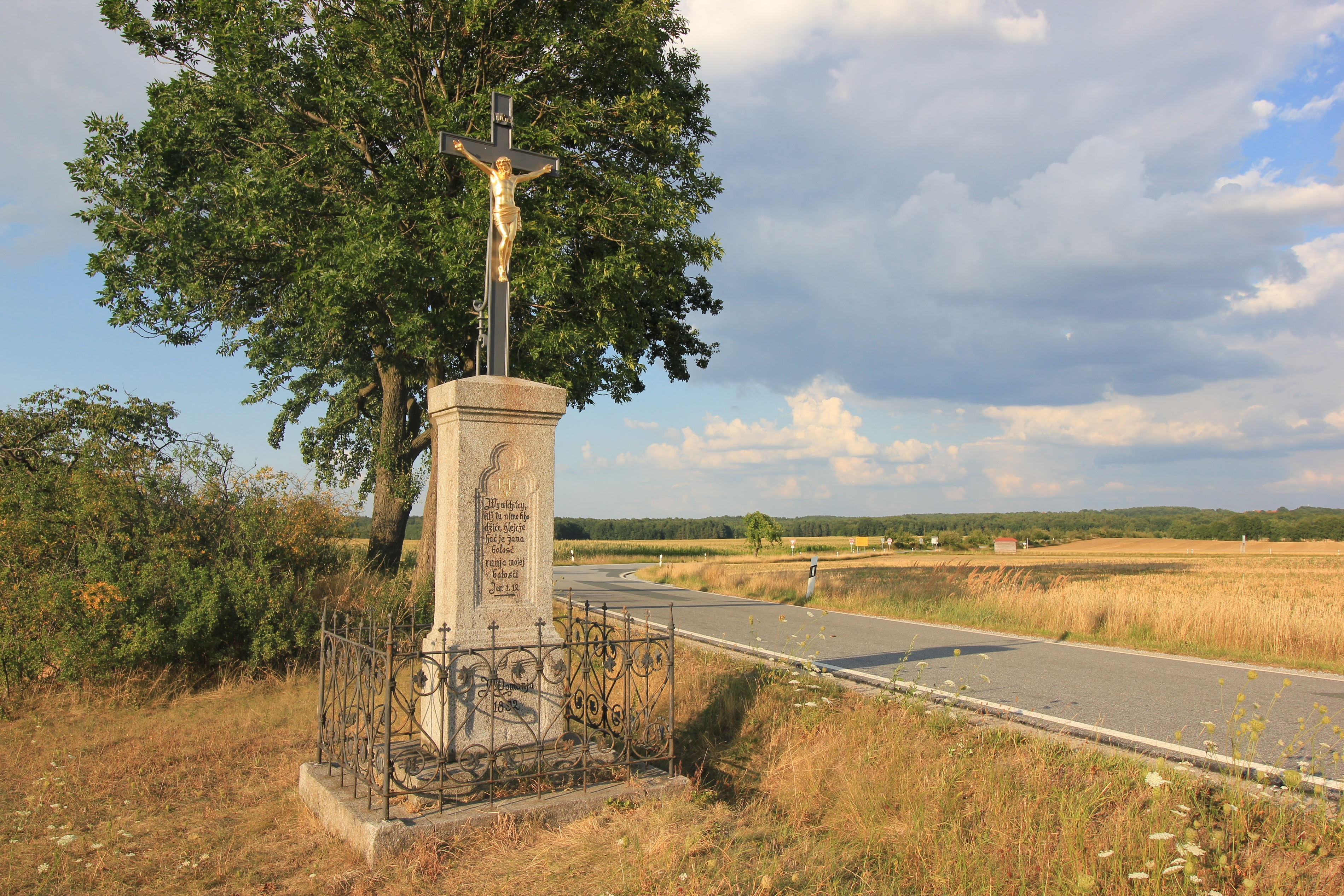
Поклонный крест около деревни. Памятник культуры и истории земли Саксония

Ка́мина или Ка́меней (нем. Camina; в.-луж. Kamjenejо файле) — деревня в Верхней Лужице, Германия. Входит в состав коммуны Радибор района Баутцен в земле Саксония. Подчиняется административному округу Дрезден.

## География
Деревня расположена на южной границе биосферного заповедника Пустоши и пруды Верхней Лужицы севернее от Будишина.
Соседние деревни: на севере — деревня Ломск, на востоке — административный центр коммуны деревня Вулька-Дубрава, на юге — деревня Мерков, на юго-западе — административный центр коммуны Радибор, на западе — деревня Бронё, на северо-западе — деревни Нове-Бронё и Лупой.

## История
Деревня имеет древнеславянскую круговую структуру постройки жилых домов с площадью в центре. Впервые упоминается в 1381 году под наименованием Camyn. С XVI века была фольварком землевладельца из деревни Нешвиц.
С 1936 по 1999 года входила в состав коммуны Милькель. С 1999 года входит в состав современной коммуны Радибор.
В настоящее время деревня входит в состав культурно-территориальной автономии «Лужицкая поселенческая область», на территории которой действуют законодательные акты земель Саксонии и Бранденбурга, содействующие сохранению лужицких языков и культуры лужичан.
Исторические немецкие наименования:
- Camyn, 1381
- Kamyn, 1400
- Camyn prope Radebor, 1419
- Camena, 1571
- Camina ,1768

## Население
Официальным языком в населённом пункте, помимо немецкого, является также верхнелужицкий язык.
Согласно статистическому сочинению «Dodawki k statisticy a etnografiji łužickich Serbow» Арношта Муки в 1884 году проживало 166 человек (из них — 158 серболужичан (95 %)).
| 1834 | 1871 | 1890 | 1910 | 1925 | 2011 | 2016 |
| ---- | ---- | ---- | ---- | ---- | ---- | ---- |
| 109  | 182  | 167  | 188  | 194  | 107  | 101  |

## Достопримечательности
Памятники культуры и истории земли Саксония
- Betkreuz, 1892 (№ 09253189)
- Betkreuz, 1865 (№ 09253192)
- Betkreuz, 1865 (№ 09253191)
- Wegestein, XIX век (№ 09253187)

## Известные жители и уроженцы
- Леманн, Николаус Иоахим (Mikławš Joachim Wićaz) (1921—1998) — германский математик серболужицкого происхождения.